# Nougaroulet
 Nougaroulet  (en occitano Nogarolet) es una población y comuna francesa, ubicada en la región de Mediodía-Pirineos, departamento de Gers, en el distrito de Auch y cantón de Auch-Nord-Est.

## Demografía
| 320 | 268 | 231 | 219 | 249 | 290 |
| Para los censos de 1962 a 1999 la población legal corresponde a la población sin duplicidades (Fuente: INSEE [Consultar]) |     |     |     |     |     |